# ウィリアム・ヒューウェル
ウィリアム・ヒューウェル（William Whewell、1794年5月24日 - 1866年3月6日）は、イギリスの科学者、科学史家、科学哲学者、司祭、神学者。科学哲学の黎明期においてカント流の合理主義的科学哲学を展開し、後の科学哲学に大きな影響をあたえた。英語において「科学者」(scientist) という言葉を発明した人物としても知られる。

## 生涯と業績
ヒューウェルはイングランドのランカスターの貧しい家庭に生まれ、奨学金を得てケンブリッジ大学トリニティ・カレッジで学ぶ。彼は同カレッジで鉱物学の教授（1828年 - 1832年）と道徳哲学の教授（1838年 - 1855年）を歴任した。1820年王立協会フェロー選出。1837年ロイヤル・メダル、1848年ベーカリアン・メダル受賞。

## 主要著作
- 1833 Astronomy and General Physics considered with reference to Natural Theology (ブリッジウォータートリーティーズの一冊）
- 1837 History of the Inductive Sciences
- 1840 The Philosophy of the Inductive Sciences, Founded Upon Their History

## 文献
- Laura J. Snyder William Whewell, Stanford Encyclopedia of Philosophy